# Sven Scholander
Sven Scholander (21. april 1860 i Stockholm — 14. december 1936 i Djursholm) var en svensk billedhugger og Bellmansanger, søn af Fredrik Wilhelm Scholander.
Scholander studerede under faderens vejledning ornamentik, fortsatte disse studier i udlandet, og da han vendte tilbage til Stockholm, forenede han med denne sin kunstneriske virksomhed en handel med fotografiske artikler.
Men samtidig havde han i selskabskredse vakt ikke ringe opsigt ved sit foredrag af Bellmanske sange og små franske viser, og han fik nu også lyst til, uden at gøre fordring på at regnes til de professionelle kunstnere, at
påkalde offentlighedens interesse for denne sin specialitet. 
1893 sang han første gang offentlig i København, og efter den tid har han stadig under stor tilstrømning sunget sine viser rundt om i Skandinavien, Danmark og Tyskland.